# Dominic Monaghan
Dominic Bernard Patrick Luke Monaghan (Berlín, Alemania, 8 de diciembre de 1976), conocido como Dominic  Monaghan, es un actor británico. Se le conoce principalmente por sus papeles de Meriadoc Brandigamo «Merry» en la trilogía de El Señor de los Anillos, a Charlie Pace en la serie Lost y por protagonizar junto a Megan Fox el videoclip de la canción Love The Way You Lie de Eminem lanzada el 17 de agosto de 2010.

## Primeros años
Dominic nació en Berlín (Alemania), aunque sus padres son ingleses; su madre, Maureen, es enfermera y su padre, Austin Monaghan, es profesor de ciencias. Tiene un hermano mayor llamado Matthew. 
También tiene un medio hermano llamado Luke Twardowski-Reid.
Su familia se mudó a Heaton Moor (Stockport, Inglaterra) cuando Dominic tenía doce años, para después trasladarse a Mánchester. Su idioma materno es el inglés pero también habla alemán. Es conocido por su habilidad para imitar acentos y a otras personas. Estudió literatura inglesa, teatro y geografía en el Instituto St. Anne's RC.
Aunque tuvo muchos trabajos cuando era joven, siempre quiso ser actor. Después de su segundo año de colegio se convirtió en actor regular de obras de teatro infantiles escolares, como Oliver Twist, A Christmas Carol y Bugsy Malone. Se unió la Asociación de Teatro Juvenil de Mánchester, donde fue descubierto para su papel en Hetty Wainthropp Investigates (serie de televisión emitida en el Reino Unido), en ella interpretó durante cuatro temporadas a Geoffrey Shawcross, el sobrino menor de edad y compañero de trabajo de Hetty.

## Carrera
Debutó para la industria del cine interpretando a un marinero ruso llamado Sasha, en la película para televisión Hostile Waters (Aguas hostiles).

### Merry enEl Señor de los Anillos
En 2001 su carrera dio un giro inesperado al ser elegido para el papel de Meriadoc Brandigamo en la exitosa trilogía de Peter Jackson  sobre El Señor de los Anillos rodada conjuntamente en Nueva Zelanda en los años posteriores. Trabajó junto a un reparto lleno de nombres de primera fila : Elijah Wood, Ian Mckellen, Viggo Mortensen, Sean Bean, Liv Tyler, Sean Astin, Christopher Lee, Billy Boyd, Hugo Weaving, John Rhys-Davies, Orlando Bloom, Cate Blanchett, Ian Holm y Andy Serkis.
Un año más tarde, en 2002, se estrenó El Señor de los Anillos: las dos torres, segunda entrega de la trilogía. La película recibió críticas favorables y fue un gigantesco éxito de taquilla, ingresando más de 926 millones de dólares en todo el mundo, superando a su predecesora, que había recaudado más de 871 millones. En 2003, Monaghan apareció también en la tercera y última entrega de la serie, El Señor de los Anillos: el retorno del Rey, que superó el éxito de taquilla de las dos primeras, ingresando $1.119.110.941 en todo el mundo.

### Trayectoria posterior
Después del rodaje de las películas de El Señor de los Anillos, Monaghan se trasladó a vivir a Los Ángeles (California) con su compañero de reparto Elijah Wood, donde comenzó a escribir un guion de cine junto con su mejor amigo Billy Boyd. No hace mucho reconoció haber padecido una profunda depresión durante el primer año tras dejar Nueva Zelanda.
Durante un tiempo, Dominic se dedicó a papeles pequeños, participando en cortometrajes —como An Insomniac's Nightmare— y cine independiente inglés, hasta que llegó su oportunidad para la televisión gracias a la serie Lost (Perdidos), en la que interpreta a Charlie Pace, un músico en horas bajas y con adicción a las drogas. Con la muerte de su personaje en el final de la tercera temporada de Lost, el actor abandonó la isla para dedicarse a otros proyectos en el continente. Aun así, volvió a colaborar en Perdidos como estrella invitada. Dominic se trasladó a vivir a Hawái para el rodaje y se rumoreó que se había prometido con su compañera de reparto Evangeline Lilly. Sin embargo, Monaghan es extremadamente celoso de su intimidad, y nunca ha confirmado o desmentido el romance (ni ningún otro del que haya sido rumoreado anteriormente).[cita requerida]
Durante un tiempo se habló sobre su posible regreso a Lost, en la última temporada, al haber salido en el video promocional la ABC para la nueva parillada de series. Tras muchos rumores difundidos por la red, la cadena los desmintió al hacer oficial el fichaje de Monaghan para la nueva serie de la cadena FlashForward. El actor aparecería en 3 episodios de la sexta temporada de Lost. Poco después se anunció que FlashForward no regresaría a la ABC con una segunda temporada y Monaghan no volvería a representar al entrañable Simon Campos.
En 2010 comenzó a rodar la película "Soldados de fortuna" con la que volvió a compartir reparto con su amigo Sean Bean. La película trata sobre unos millonarios que gastan su dinero en cosas que aumenten su adrenalina, pero finalmente las cosas se tuercen un poco. También ha protagonizado junto a Megan Fox el videoclip «Love the Way You Lie» del rapero Eminem y la cantante Rihanna.
Desde 2012 es el presentador principal de la serie sobre vida silvestre Wild Things with Dominic Monaghan. El programa se encuentra actualmente en su tercera temporada y es transmitido por la cadena Channel 5 y por la BBC.
En 2016 prestó su voz para dar vida a William Joyce, personaje y uno de los protagonistas del videojuego de acción y aventura, Quantum Break. 
En agosto de 2018 se anunció que se había unido al elenco principal de la nueva serie Bite Club donde dará vida al oficial de la policía Stephen Langley, el líder de la unidad canina y un oficial que no sigue las reglas.

## Vida personal
De 2004 a 2009, Dominic salió con su compañera de Lost: Evangeline Lilly (Kate Austen). Mantiene una gran amistad con sus excompañeros de reparto de Lost Jorge García (Hugo Hurley Reyes) y Emilie de Ravin (Claire Littleton).[cita requerida]

## Filmografía

### Películas
| Año  | Película                                         | Rol                                     | Notas                                         |
| ---- | ------------------------------------------------ | --------------------------------------- | --------------------------------------------- |
| 1997 | Hostile Waters                                   | Sasha                                   | Film para TV                                  |
| 2001 | El Señor de los Anillos: la Comunidad del Anillo | Meriadoc Brandigamo (Merry)             |                                               |
| 2002 | El Señor de los Anillos: las dos torres          | Meriadoc Brandigamo (Merry)             |                                               |
| 2003 | El Señor de los Anillos: el retorno del Rey      | Meriadoc Brandigamo (Merry)             | Ganador de un Premio del Sindicato de Actores |
| 2003 | An Insomniac's Nightmare                         | Jack                                    |                                               |
| 2004 | Spivs                                            | Goat                                    |                                               |
| 2004 | The Purifiers                                    | Sol                                     |                                               |
| 2005 | Ringers: Lord of the Fans                        | Narrador                                |                                               |
| 2005 | Shooting Livien                                  | Owen Scott                              |                                               |
| 2008 | I Sell the Dead                                  | Arthur Blake                            |                                               |
| 2009 | X-Men Origins: Wolverine                         | Chris Bradley/Bolt                      |                                               |
| 2011 | The Day                                          | Rick                                    |                                               |
| 2012 | Soldiers of Fortune                              | Tommy Sin                               |                                               |
| 2013 | Pet                                              | Seth                                    |                                               |
| 2015 | Molly Moon y el increíble libro del hipnotismo   | Simon Nockman                           |                                               |
| 2016 | Animal de compañía                               | Seth                                    |                                               |
| 2019 | Star Wars: Episodio IX - El ascenso de Skywalker | Beaumont Kin, miembro de la Resistencia |                                               |

### Televisión
| Año             | Serie                                               | Rol                      | Notas                                                              |
| --------------- | --------------------------------------------------- | ------------------------ | ------------------------------------------------------------------ |
| 1996-1998       | Hetty Wainthropp Investigates                       | Geoffrey Shawcross       | Miembro principal del elenco                                       |
| 2000            | This is Personal: The Hunt for the Yorkshire Ripper | Jimmy Furey              |                                                                    |
| 2000            | Monsignor Renard                                    | Etienne Pierre Rollinger |                                                                    |
| 2004-2008, 2010 | Lost                                                | Charlie Pace             | Personaje principal ganador de un premio del Sindicato de Actores. |
| 2008            | Madtv                                               |                          | Premier 26 de abril de 2008                                        |
| 2009            | Chuck                                               | Taylor Martin            | Capítulo n.º 12 de la 2.ª temporada                                |
| 2009-2010       | FlashForward                                        | Simon                    | Personaje regular                                                  |
| 2012            | Secuestro exprés                                    | Casper                   | Web serie                                                          |
| 2012-presente   | Wild things with Dominic Monaghan                   | Presentador principal    | Serie documental sobre vida silvestre                              |
| 2018-presente   | Bite Club                                           | Stephen Langley          |                                                                    |

## Premios
Premios del Sindicato de Actores
| Año  | Categoría     | Película                                         | Resultado |
| ---- | ------------- | ------------------------------------------------ | --------- |
| 2001 | Mejor reparto | El Señor de los Anillos: la Comunidad del Anillo | Candidato |
| 2002 | Mejor reparto | El Señor de los Anillos: las dos torres          | Candidato |
| 2003 | Mejor reparto | El Señor de los Anillos: el retorno del Rey      | Ganador   |